# 6-Metilenedihidrodezoksimorfin
6-Metilenedihidrodezoksimorfin (6-MDDM) he opijatni analog koji je izveden iz hidromorfona, gde je 6-ketonska grupa zamenjena metilenom. On ima sedativne i analgetičke efekte.
6-Metilenedihidrodezoksimorfin je potentan agonist μ-opioidnog receptora, koji je 80x jači od morfina. U poređenju sa morfinom on brže deluje i ima sličnu dužinu trajanja.